# The Best of Ryszard Sygitowicz
The Best of Ryszard Sygitowicz – kompilacyjny album Ryszarda Sygitowicza, wydany w roku 1992, nakładem wydawnictwa Sonic. Nagrań dokonano w okresie: 1985 (1–7), 1987 (13), 1989 (8–12).

## Lista utworów
Źródło:.
1. „Opóźniony do Bostonu” – 2:23
2. „Lewa prosta” – 4:29
3. „Niespełnienie” – 5:44
4. „Cavalcado” – 3:04
5. „Bez grawitacji” – 8:09
6. „Jamall” – 5:05
7. „Opus 1983” – 1:14
8. „Z polnej na autostradę” – 4:28
9. „Czarny matecznik” – 6:14
10. „Nikt nie woła” – 4:15
11. „Nadmiar” – 4:30
12. „7+” – 6:01
13. „Jamowe granie” – 9:31

## Autorzy
Źródło:.
- Ryszard Sygitowicz – gitary, instr. klawiszowe, syntezatory, perkusja elektroniczna
- Zbigniew Namysłowski – saksofon (5)
- Arkadiusz Żak – gitara basowa (1–6)
- Wojciech Morawski – perkusja (3, 4)
- Dariusz Sygitowicz – perkusja (1, 6)
- Wojciech Kowalewski – instr. perkusyjne (1)
- Krzysztof Ścierański – gitara basowa (13)
- Henryk Miśkiewicz – saksofon (13)

Muzyka i aranżacje: Ryszard Sygitowicz.